# Vuča (Rožaje)
Pour les articles homonymes, voir Vuča.
Vuča (en serbe cyrillique : Вуча) est un village du nord-est du Monténégro, dans la municipalité de Rožaje.

## Démographie

### Évolution historique de la population
| 1948 | 1953 | 1961 | 1971 | 1981 | 1991 | 2003 |
| ---- | ---- | ---- | ---- | ---- | ---- | ---- |
| 582  | 653  | 569  | 469  | 595  | 220  | 388  |